# Front d'Alliberament Nacional Bru
El Front d'Alliberament Nacional Bru (Bru National Liberation Front, BNLF) és un moviment d'alliberament de l'Índia que representa a l'ènia bru (reang) de Mizoram, Tripura i Assam.
Fou creat el 1996 per Thang Masha, després de violents incidents entre mizos i reang a la subdivisió administrativa de Mamith a Mizoram. 32000 persones van ser desplaçades i es van refugiar a Tripura. Té un centenar de combatents. El seu objectiu és la defensa de la nació reang (incloent el rebuig de la imposició de la religió cristiana) i l'establiment d'un estat separat reang.
El seu secretari general, Hambai Mshoy, i el cap militar, Sheing Molshoy, van morir en un combat amn el Front Nacional d'Alliberament de Twipra (National Liberation Front of Twipra NLFT) el 9 de juliol del 2000, a un camp a Bangladesh. Actualment el seu president és Surajmani Reang i el comandant Hmunsiama, que van estar presoners del Front Nacional d'Alliberament de Tripura el gener del 2001.
La seva àrea d'actuació són els districtes Mamit i Lunglei de Mizoram, el districte Hailakandi d'Assam i la subdivisió de Kanchanpur del districte de North Tripura. Les seves bases són als Chittagong Hills Tracts (CHT).
Inicialment fou un aliat del Front Nacional d'Alliberament de Twipra (Tripura) que li va donar armes però el 1999 les dues organitzacions es van enfrontar per causa dels suposats contactes dels bru amb l'exèrcit i pel segrest de cristians a lo que el FNLT s'oposava. En les lluites entre les dues organitzacions el 2000 van morir uns 75 militants bru; després del 2000 no hi va haver contactes entre les dues organitzacions. Llavors va entrar en contacte amb el Consell Nacional Socialista de Nagalim i amb el Front Unit d'Alliberament d'Assam.
El 7 de setembre del 2001 va començar negociacions amb el govern de Mizoram; s'han celebrat 11 reunions i la dotzena es va suspendre (abril del 2004). Alguns partits mizos s'oposen a concessions als bru. El 2005 l'organització va acceptar rebaixar la seva demanda de consell autònom i el 2006 s'estava preparant la rendició dels quadres de l'organització i la repatriació dels milers de refugiats.